# Неблуждающее множество
Неблуждающее множество — один из вариантов определения аттрактора в теории динамических систем, формализующий описание «точка несущественна для аттрактора, если у неё есть окрестность, которую каждая орбита посещает не больше одного раза».
Точка {\displaystyle x} динамической системы называется блуждающей, если итерации некоторой её окрестности {\displaystyle U} никогда эту окрестность не пересекают:
{\displaystyle \forall n>0\quad f^{n}(U)\bigcap U=\emptyset }.
Иными словами, точка блуждающая, если у неё есть окрестность, которую любая траектория может пересечь только один раз. Множество всех точек, не являющихся блуждающими, называется неблуждающим множеством.
Неблуждающее множество является замкнутым инвариантным относительно динамики множеством; оно содержит все неподвижные и периодические точки системы. Неблуждающее множество содержит носитель любой инвариантной меры.